# Notoncus hickmani
Notoncus hickmani är en myrart som beskrevs av Clark 1930. Notoncus hickmani ingår i släktet Notoncus och familjen myror. Inga underarter finns listade i Catalogue of Life.

## Bildgalleri

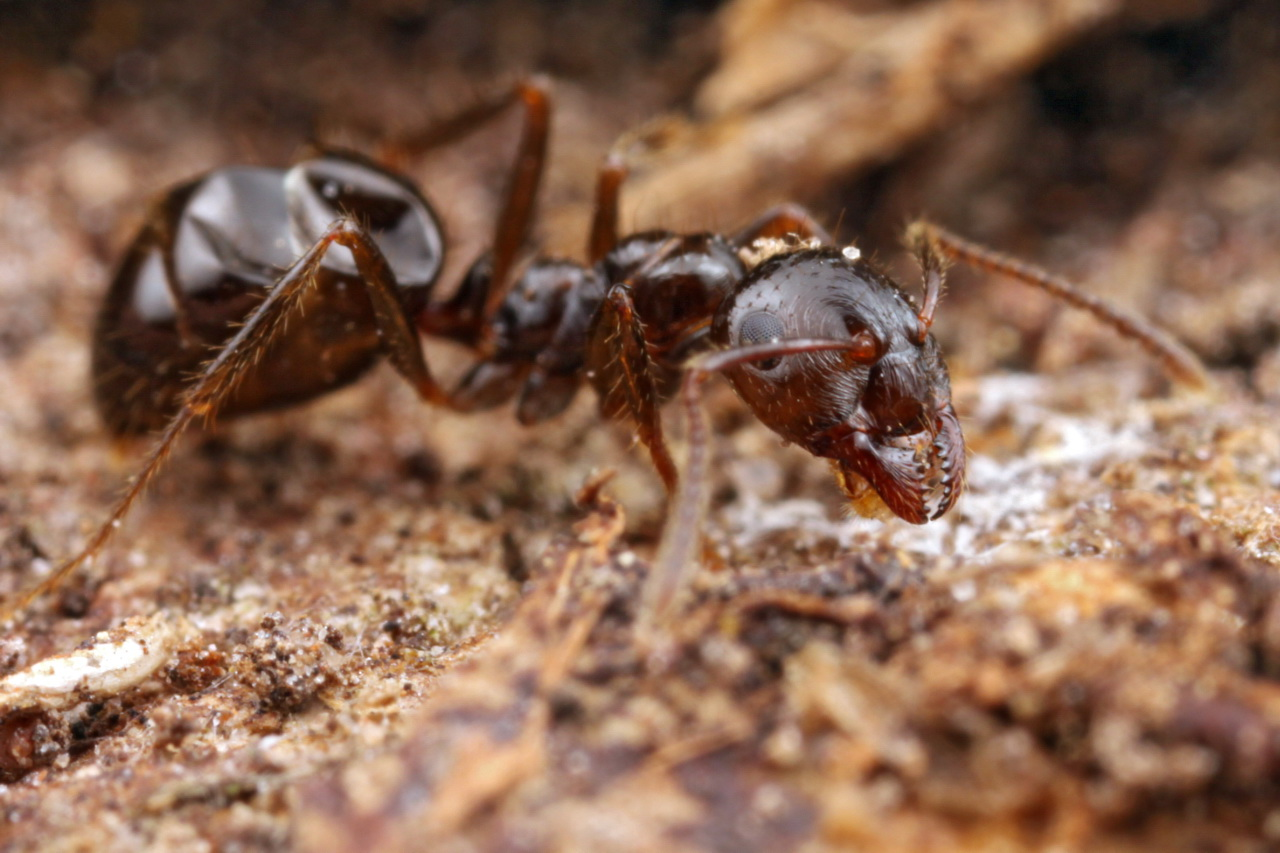